# Laurel (Nebraska)
Laurel è un comune degli Stati Uniti d'America, situato in Nebraska, nella contea di Cedar.
A Laurel è nato il famoso attore James Coburn.